# Wide Awake
Wide Awake är en amerikansk långfilm från 1998 skriven och regisserad av M. Night Shyamalan, med Joseph Cross, Rosie O'Donnell, Dana Delany och Denis Leary i rollerna.
Filmen handlar om en tioårig pojke och hans sökande efter Gud efter att hans morfar dött.
Wide Awake spelades in 1995 men hade premiär först 1998 och visades som mest på 43 biografer i USA. Den hade en budget på runt $6 miljoner och drog in drygt $280 000 i biljettintäkter.

## Rollista
| Joseph Cross       | – Joshua Beal     |
| Dana Delany        | – Mrs. Beal       |
| Denis Leary        | – Mr. Beal        |
| Rosie O'Donnell    | – Sister Terry    |
| Robert Loggia      | – Grandpa Beal    |
| Camryn Manheim     | – Sister Sophia   |
| Vicki Giunta       | – Sister Beatrice |
| Timothy Reifsnyder | – Dave O'Hara     |
| Julia Stiles       | – Neena Beal      |